# I Am Chris Farley
I Am Chris Farley es una película documental de 2015 basada en la vida y obra del comediante Chris Farley, dirigida por Brent Hodge y Derik Murray. La producción incluye numerosas entrevistas de actores y comediantes que tuvieron alguna relación con Farley durante su carrera.

## Premisa
El documental sigue el avance de la carrera de Chris Farley desde su primera producción en un campamento de verano en Wisconsin hasta las su participación en el cine. Se centra en la importancia de los programas The Second City y Saturday Night Live en su carrera.

## Reparto
| - Kevin Farley - John P. Farley - Christina Applegate - Tom Arnold - Dan Aykroyd - Lorri Bagley - Bo Derek - Pat Finn - Jon Lovitz - Lorne Michaels | - Jay Mohr - Mike Myers - Bob Odenkirk - Bob Saget - Adam Sandler - Will Sasso - Molly Shannon - David Spade - Brian Stack - Fred Wolf |

## Recepción
La película fue bien recibida por la crítica. Cuenta con un 71% de aprobación en la página Rotten Tomatoes. El crítico Brian Tallerico de RogerEbert.com le dio tres estrellas de cuatro posibles, refiriéndose a ella como una "carta de amor para Farley" y afirmó que al comediante "probablemente le habría encantado. Habría sonreído".